# Agrotis chimaera
Agrotis chimaera är en fjärilsart som beskrevs av Köhler 1973. Agrotis chimaera ingår i släktet Agrotis och familjen nattflyn. Inga underarter finns listade i Catalogue of Life.